# Ótomo no Tabito
Ótomo no Tabito (大伴旅人; Hepburn: Ōtomo no Tabito; 662 – 731. augusztus 31.) japán udvaronc, katona, költő.
Arról a legnevezetesebb, hogy féltestvére volt Ótomo no Szakanoue no Iracuménak, valamint apja Ótomo no Jakamocsinak, akivel együtt is működött a Manjósú antológia összeállításában. 718-ban középső tanácsosi (csúnagon) rangot kapott az udvarban, 728-tól 730-ig a kjúsúi Dazaifu katonai körzet helytartóhelyettesi rangú kormányzójaként szolgált, ekkorról jegyezték fel, hogy nagy szilvavirágnéző lakomát adott, melyen alárendeltjeit arra buzdította, hogy írjanak kínai stílusú verseket; ezek rendre be is kerültek a Manjósúba. Kínai műveltségét tanúsítja 13 vakája is, melyekben a szake és a részegség dicséretét zengi. 730-ban dazafui munkálkodásáért elnyerte a nagytanácsosi (dainagon) rangot, de egy évvel később, a fővárosba, Narába visszatérve meghalt.